# Grupo de odio

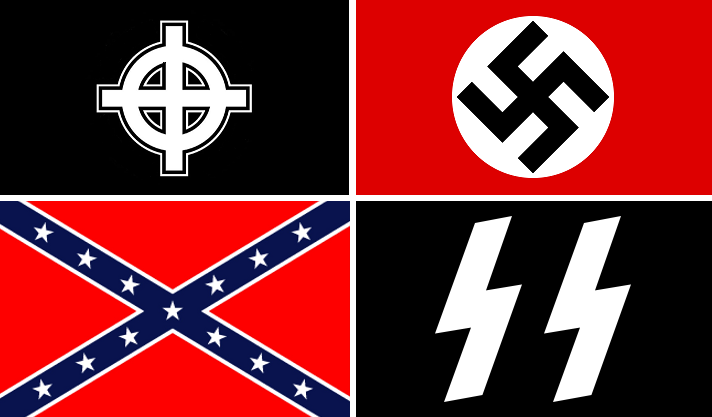
Banderas comúnmente utilizadas por los grupos de odio: bandera de la cruz celta, bandera nazi, bandera de batalla confederada y bandera de las SS

Un grupo de odio es un grupo social que defiende y practica el odio, la hostilidad o la violencia hacia miembros de una raza, etnia, nación, religión, género, identidad de género, orientación sexual o cualquier otro sector designado de la sociedad. Según el Buró Federal de Investigaciones (FBI) de los Estados Unidos, el «propósito principal de un grupo de odio es promover la animosidad, la hostilidad y la malicia contra personas que pertenecen a una raza, religión, discapacidad, orientación sexual u origen étnico / nacional que difiere de el de los miembros de la organización».

## Monitoreo
En los Estados Unidos, el FBI no publica una lista de grupos de odio, y dice que «las investigaciones solo se llevan a cabo cuando se hace una amenaza o defensa de la fuerza; cuando el grupo tiene la capacidad aparente de llevar a cabo el acto proclamado; y cuando el acto constituya una potencial violación de la ley federal». El FBI sí mantiene estadísticas sobre delitos de odio.
Dos organizaciones privadas estadounidenses sin fines de lucro que monitorean la intolerancia y los grupos de odio son la Liga Antidifamación (ADL) y el Southern Poverty Law Center (SPLC). Mantienen listas de lo que consideran grupos de odio, grupos supremacistas y grupos antisemitas, antigubernamentales o extremistas que han cometido delitos de odio. La definición del SPLC de un «grupo de odio» incluye cualquier grupo con creencias o prácticas que atacan o difaman a toda una clase de personas, particularmente cuando las características que se difaman son inmutables. Sin embargo, al menos para el SPLC, la inclusión de un grupo en la lista «no implica que un grupo defienda o participe en actos de violencia u otra actividad criminal». Según USA Today, su lista va desde «supremacistas blancos a nacionalistas negros, neonazis a neoconfederados».
Según el SPLC, de 2000 a 2008, la actividad de los grupos de odio experimentó un aumento del 50 por ciento en los Estados Unidos, con un total de 926 grupos activos. En 2019, el informe de la organización mostró un total de 1.020 grupos de odio, el número más alto en 20 años y un aumento del 7% de 2017 a 2018. El máximo anterior fue de 1.018 en 2011 y el mínimo reciente fue de 2014, cuando la lista incluía 784 grupos. Un aumento en los grupos nacionalistas blancos de 100 en 2017 a 148 en 2018 fue el aumento más significativo en el informe de 2019.
Desde 2010, se ha utilizado el término alt-right, abreviatura de derecha alternativa. Este amplio término incluye una variedad de personas que rechazan el conservadurismo convencional en favor de formas de conservadurismo que pueden abarcar el racismo implícito o explícito o la supremacía blanca. La extrema derecha se describe como «una extraña mezcla de neonazis de la vieja escuela, teóricos de la conspiración, antiglobalistas y jóvenes trols de derecha de Internet, todos unidos en la creencia de que la identidad masculina blanca está siendo atacada por fuerzas multiculturales, "políticamente correctas"».

## Violencia y delitos de odio
Cuatro categorías asociadas con la propensión a la violencia de los grupos de odio son: su capacidad organizativa, su constitución como organización, su conectividad estratégica y su arreglo estructural.
La Asociación de Organizaciones de Relaciones Humanas de California (CAHRO) afirma que grupos de odio como el Ku Klux Klan (KKK) y la Resistencia Aria Blanca (WAR) predican la violencia contra las minorías raciales, religiosas, sexuales y otras en los Estados Unidos. Joseph E. Agne sostiene que la violencia motivada por el odio es el resultado de los éxitos del movimiento por los derechos civiles y afirma que el KKK ha resurgido y que se han formado nuevos grupos de odio. Agne sostiene que es un error subestimar la fuerza del movimiento de violencia y odio, sus apologistas y sus socios silenciosos.
En Estados Unidos, los delitos que «manifiestan evidencia de prejuicio por motivos de raza, religión, orientación sexual o etnia, incluidos los delitos de asesinato y homicidio no negligente; violación forzada; robo; asalto agravado; robo con allanamiento de morada; hurto; robo de vehículos de motor; incendio, agresión simple, intimidación y destrucción, daño o vandalismo de la propiedad», dirigido al gobierno, un individuo, una empresa o institución, que involucre grupos de odio y crímenes de odio, puede ser investigado como actos de terrorismo doméstico.

## Discurso del odio
El experto en contraterrorismo, Ehud Sprinzak, sostiene que la violencia verbal es «el uso de lenguaje extremo contra un individuo o un grupo que implica una amenaza directa de que se usará la fuerza física en su contra, o se ve como una llamada indirecta para que otros la usen». Sprinzak sostiene que la violencia verbal es a menudo un sustituto de la violencia real, y que la verbalización del odio tiene el potencial de incitar a las personas que son incapaces de distinguir entre la violencia real y verbal a participar en la violencia real.
La gente tiende a juzgar lo ofensivo del discurso de odio en un gradiente dependiendo de qué tan público sea el discurso y a qué grupo se dirige. Aunque las opiniones de las personas sobre el discurso del odio son complejas, normalmente consideran que los discursos públicos dirigidos a las minorías étnicas son los más ofensivos.
El historiador Daniel Goldhagen, al discutir sobre los grupos de odio antisemitas, argumenta que deberíamos ver la violencia verbal como «un asalto en sí mismo, con la intención de producir un daño profundo —emocional, psicológico y social— a la dignidad y el honor de los judíos. Las heridas que sufren las personas por ... tal vituperación ... pueden ser tan graves como ... [una] paliza».
A mediados de la década de 1990, la popularidad de Internet trajo una nueva exposición internacional a muchas organizaciones, incluidos grupos con creencias como la supremacía blanca, el neonazismo, la homofobia, la negación del Holocausto y la islamofobia. Varios grupos de supremacistas blancos han fundado sitios web dedicados a atacar a sus enemigos percibidos. En 1996, el Centro Simon Wiesenthal de Los Ángeles pidió a los proveedores de acceso a Internet que adoptaran un código de ética que evitaría que los extremistas publicaran sus ideas en línea. En 1996, la Comisión Europea formó la Comisión Consultiva sobre Racismo y Xenofobia (CRAX), un grupo paneuropeo que tenía la tarea de «investigar y, utilizando medios legales, acabar con la actual ola de racismo en Internet».

## Grupos de odio religioso
El Southern Poverty Law Center (SPLC) ha designado a varios grupos cristianos como grupos de odio, incluidos la American Family Association, el Consejo de Investigación Familiar, Abiding Truth Ministries, American Vision, Chalcedon Foundation, Dove World Outreach Center, Coalición por los Valores Tradicionales y la Iglesia Bautista de Westboro. Algunos conservadores han criticado al SPLC por su inclusión de ciertos grupos cristianos, como el Consejo de Investigación Familiar, en su lista.
El SPLC clasifica a la Nación del Islam (NOI) como un grupo de odio bajo la categoría de separatistas negros y la Escuela Israelita de Conocimiento Práctico Universal (ISUPK) como un grupo de odio bajo la categoría de supremacistas negros. La NOI predica que un científico negro llamado Yakub creó una raza de demonios blancos en la isla griega de Patmos. Históricamente un grupo exclusivo para negros, los blancos ahora forman una pequeña parte de la membresía de NOI. A pesar de los intentos de Louis Farrakhan de hacer aliados con los musulmanes en el Medio Oriente, las creencias del NOI son radicalmente diferentes a las del Islam dominante. Junto con la ISUPK, muchas otras sectas y organizaciones dentro del movimiento israelita hebreo negro exponen creencias extremistas, supremacistas negras, religiosas antisemitas y racistas antiblancas, así como creencias homofóbicas, transfóbicas y sexistas.
El grupo supremacista blanco Movimiento de la Creatividad (anteriormente la Iglesia Mundial del Creador), dirigido por Matthew F. Hale, está asociado con la violencia y el fanatismo. Nación Aria es otro grupo de odio supremacista blanco de base religiosa.
La Iglesia Bautista de Westboro es considerada un grupo de odio por múltiples fuentes y es monitoreada como tal por la Liga Antidifamación y el Southern Poverty Law Center. La iglesia ha estado involucrada en acciones contra personas homosexuales desde al menos 1991, cuando buscó tomar medidas enérgicas contra la actividad homosexual en Gage Park, seis cuadras al noroeste de la iglesia. Además de realizar protestas contra los homosexuales en funerales militares, la organización organiza piquetes en funerales de celebridades y eventos públicos. También se han realizado protestas contra judíos y católicos, y algunas protestas han incluido a miembros de la iglesia pisoteando la bandera estadounidense o enarbolando la bandera al revés en un asta de bandera. La iglesia también ha hecho declaraciones como «gracias a Dios por los soldados muertos», «Dios hizo estallar las tropas» y «Dios odia a Estados Unidos». La iglesia ha enfrentado varias acusaciones de lavado de cerebro y ha sido criticada como una secta debido a su postura provocadora contra la homosexualidad y los Estados Unidos, y ha sido condenada por muchos opositores y defensores de los derechos LGBT.

## Grupos de odio en Internet
Tradicionalmente, los grupos de odio reclutaban miembros y difundían mensajes extremistas de boca en boca o mediante la distribución de volantes y folletos. Por el contrario, Internet permite a los miembros de grupos de odio de todo el mundo participar en conversaciones en tiempo real. Internet ha sido una bendición para los grupos de odio en términos de promoción, reclutamiento y expansión de su base para incluir audiencias más jóvenes. Un grupo de odio en Internet no tiene por qué ser parte de una facción tradicional como el Ku Klux Klan.
Si bien muchos sitios de odio son explícitamente antagónicos o violentos, otros pueden parecer patrióticos o benignos, y esta fachada puede contribuir al atractivo de los grupos.
El Centro Simon Wiesenthal (SWC), en su iReport de 2009, identificó más de 10.000 sitios web problemáticos de odio y terrorismo y otras publicaciones en Internet. El informe incluye sitios web de odio, redes sociales, blogs, grupos de noticias, y canales de YouTube y de otros sitios de videos. Los hallazgos ilustran que a medida que Internet continúa creciendo, los extremistas encuentran nuevas formas de buscar la validación de sus odiosas agendas y reclutar miembros.
Los creadores de páginas y grupos de odio en Facebook eligen su objetivo, configuran su página o grupo y luego reclutan miembros. Cualquiera puede crear un grupo de Facebook e invitar a seguidores a publicar comentarios, agregar imágenes y participar en foros de discusión. Una página de Facebook es similar, con la excepción de que uno debe darle «Me gusta» en la página para convertirse en miembro. Debido a la facilidad de crear y unirse a tales grupos, muchos de los llamados grupos de odio existen solo en el ciberespacio. United Patriots Front, una organización australiana de extrema derecha, antiinmigración y neonazi formada en 2015, ha sido descrita como un grupo de odio.

## Psicología de los grupos de odio
El conflicto intergrupal de odio puede estar motivado por el «amor dentro del grupo», el deseo de contribuir positivamente al grupo al que uno pertenece, o el «odio fuera del grupo», el deseo de dañar a un grupo externo. Tanto los individuos como los grupos están más motivados por el «amor dentro del grupo» que por el «odio fuera del grupo», aunque ambas motivaciones pueden mejorar el estatus de un grupo. Esta preferencia es especialmente importante cuando un grupo no se encuentra en una posición competitiva frente a otro. Esta parcialidad hacia el comportamiento cooperativo sugiere que el conflicto intergrupal podría disminuir si los miembros del grupo dedicaran más energía a mejoras positivas dentro del grupo que a la competencia fuera del grupo. Los grupos formados alrededor de un conjunto de códigos morales tienen más probabilidades que los grupos no basados en la moralidad de exhibir «odio fuera del grupo» como respuesta a su sentido especialmente fuerte de «amor dentro del grupo».
La amenaza intergrupal ocurre cuando los intereses de un grupo amenazan las metas y el bienestar de otro grupo. Las teorías de amenazas intergrupales proporcionan un marco para los sesgos y la agresión intergrupales.
Un tipo de teoría de la amenaza intergrupal, la teoría realista del conflicto grupal, aborda la competencia entre grupos al plantear que cuando dos grupos compiten por recursos limitados, el éxito potencial de un grupo está en desacuerdo con los intereses del otro, lo que conduce a actitudes negativas fuera del grupo. Si los grupos tienen el mismo objetivo, sus interacciones serán positivas, pero los objetivos opuestos empeorarán las relaciones intergrupales. El conflicto intergrupal puede aumentar la unidad dentro del grupo, lo que lleva a una mayor disparidad y más conflicto entre grupos.
La teoría de la amenaza simbólica propone que el sesgo y el conflicto intergrupal son el resultado de ideales en conflicto, no de la competencia percibida o de objetivos opuestos. Los sesgos basados en amenazas simbólicas tienden a ser predictores más fuertes del comportamiento práctico hacia los grupos externos que los sesgos basados en amenazas realistas.
La teoría realista del conflicto grupal y la teoría de la amenaza simbólica son, en algunos casos, compatibles. La teoría de la amenaza integrada reconoce que el conflicto puede surgir de una combinación de dinámicas intergrupales y clasifica las amenazas en cuatro tipos: amenaza realista, amenaza simbólica, ansiedad intergrupal y estereotipos negativos. Las teorías de amenazas intergrupales proporcionan un marco para los sesgos y la agresión intergrupales. La ansiedad intergrupal se refiere a un malestar que se siente alrededor de los miembros de otros grupos, que predice actitudes y comportamientos sesgados. Los estereotipos negativos también se correlacionan con estos comportamientos, lo que genera una amenaza basada en expectativas negativas sobre un grupo externo.
Según el modelo de odio de 7 etapas, un grupo de odio, si no tiene obstáculos, pasa por siete etapas sucesivas. En las primeras cuatro etapas, los grupos de odio expresan sus creencias y en las últimas tres etapas, actúan sobre sus creencias. Los factores que contribuyen a la probabilidad de que un grupo actúe incluyen la vulnerabilidad de sus miembros, así como su dependencia de símbolos y mitologías. Este modelo apunta a un período de transición que existe entre la violencia verbal y la manifestación de esa violencia, separando a los que odian incondicionalmente de los que odian retóricamente. Por lo tanto, el discurso de odio se considera un requisito previo de delitos de odio y una condición de su posibilidad .
La intervención de grupos de odio es más posible si un grupo aún no ha pasado del discurso a la etapa de acción, y las intervenciones en grupos de odio inmaduros son más efectivas que las que están firmemente establecidas. La intervención y la rehabilitación son más efectivas cuando quien investiga un grupo de odio puede identificar y deconstruir las inseguridades personales de los miembros del grupo, que a su vez contribuyen a la debilidad del grupo. Quizás lo más importante para combatir el odio grupal es prevenir el reclutamiento de nuevos miembros apoyando a los más susceptibles, especialmente los niños y los jóvenes, a desarrollar una autoestima positiva y una comprensión humanizada de los grupos externos.